# Sent Sardòs (Tarn i Garona)
Sent Sardòs (en francès Saint-Sardos) és un municipi francès situat al departament de Tarn i Garona i a la regió d'Occitània.

## Demografia
| 1962                                       | 1968 | 1975 | 1982 | 1990 | 1999 | 2007 |
| ------------------------------------------ | ---- | ---- | ---- | ---- | ---- | ---- |
| 471                                        | 576  | 535  | 558  | 563  | 555  | 639  |
| Des de 1962: població sense dobles comptes |      |      |      |      |      |      |

## Administració
| Període | Identitat    | Partit |
| ------- | ------------ | ------ |
| 2001-   | Gérard Fénié |        |